# 泰國無齒鰶
泰國無齒鰶為輻鰭魚綱鲱形目鲱科的其中一種，分布於印度西太平洋區，包括印度、安達曼群島、孟加拉、緬甸、泰國、馬來西亞、柬埔寨、菲律賓、印尼、汶萊、新加坡、越南等海域，棲息深度可達50公尺，體長可達18公分，棲息在沿海海域，可做為食用魚。

## 擴展閱讀
維基物種上的相關：泰國無齒鰶